# Catherine Lucille Moore
 (mai 2025).
Pour les articles homonymes, voir Moore, Kuttner, Padgett et O'Donnell.
Œuvres principales
- Déjà demain
- La Poussière des dieux
- Shambleau

Catherine Lucille Moore, née le 24 janvier 1911 à Indianapolis dans l'Indiana et morte le 4 avril 1987  à Hollywood en Californie, est une écrivaine de science-fiction et de fantasy américaine. Elle fut l'une des premières femmes à se consacrer à ce genre littéraire et ouvrit la voie à de nombreuses autres auteures de fiction, également comme pionnière de  la science-fiction féministe.

## Biographie
Catherine Lucille Moore est née le  24 janvier 1911  à Indianapolis, dans l'État de l'Indiana. Enfant, elle souffrait d'une maladie chronique et passa beaucoup de temps à lire de la littérature fantastique. Elle quitta l'Université pendant la Grande Dépression pour travailler comme secrétaire à la Fletcher Trust Company d'Indianapolis. Ses premiers récits sont publiés dans des pulp magazines dans les années 1930, dont deux séries importantes dans Weird Tales. La première des séries qui ont forgé sa réputation fut incarnée par l'aventurier et contrebandier Northwest Smith, prototype de Han Solo, qui sillonne le système solaire, la seconde est une petite série de fantasy qui met en scène Jirel de Joiry (l'une des premières héroïnes féminines de récits de fantasy). La plus célèbre aventure de Northwest Smith s'intitule Shambleau, la première histoire que  Catherine L. Moore vendit à une revue professionnelle. Shambleau fut publié dans le numéro de 1933 et lui rapporta cent dollars. La plus célèbre aventure de Jirel de Joiry est Black God’s Kiss qui fit la couverture (peinte par Margaret Brundage) du numéro d'octobre 1934 de Weird Tales. Ses premiers récits étaient remarquables pour leur approche de la sensualité et des émotions, une approche très rare à cette époque.

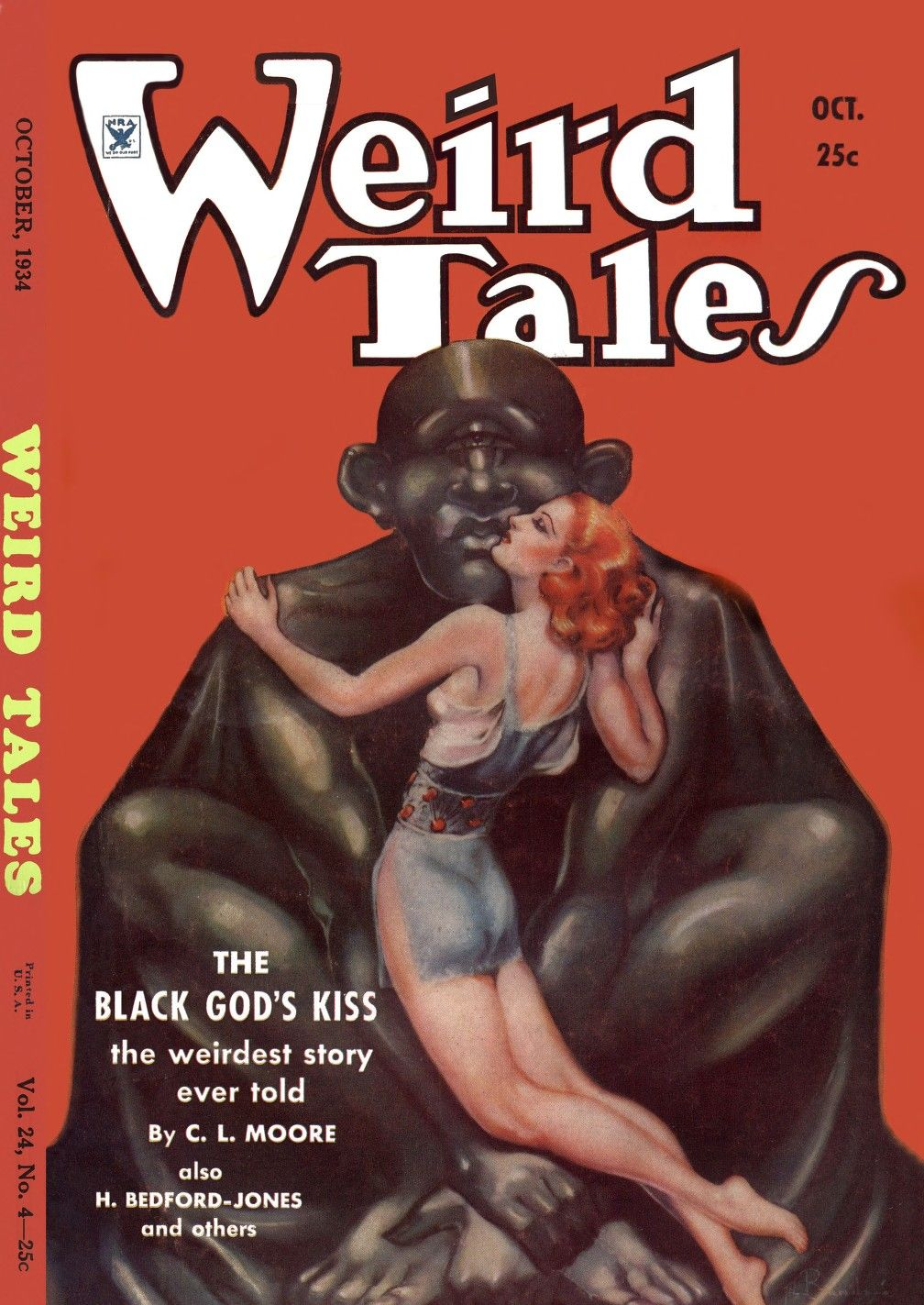
Couverture de Weird Tales d'octobre 1934, par Margaret Brundage.

Les œuvres de Catherine L. Moore font également leur apparition dans le magazine Astounding Science Fiction dans les années 1940. Plusieurs nouvelles écrites pour ce magazine furent ensuite publiées en recueil dans son premier ouvrage paru en librairie, Judgment Night, paru chez Gnome Press en 1952. Ce recueil se composait de Judgment Night (première publication en août et septembre 1943, une grande fresque sur un empire galactique avec une sobre méditation sur la nature du pouvoir et son inévitable perte), The Code (juillet 1945, un hommage au thème classique de Faust adapté aux théories modernes de H. P. Lovecraft), Promised Land (février 1950) et Heir Apparent (juillet 1950, deux nouvelles sur les déboires des humains dans la conquête de la galaxie), et enfin Paradise Street (septembre 1950, une vision futuriste du Far West américain avec ses conflits entre les chasseurs solitaires et les colons éleveurs).
Catherine Lucille Moore rencontra Henry Kuttner, un autre écrivain de science-fiction, en 1936. Il lui écrivit sa première lettre de fan, pensant au départ que C. L. Moore était un homme, puis ils se marièrent en 1940. Ensuite, ils écrivirent presque tous leurs récits ensemble, sous différents pseudonymes dont le plus courant était Lewis Padgett. Lorsque ses récits n'avaient fait l'objet d'aucune collaboration avec son mari, Catherine L. Moore signait ses récits Lawrence O’Donnell. Cette collaboration très prolifique réussit à fusionner le style spécifique de Catherine L. Moore avec la manière plus cérébrale d'écrire des histoires de Kuttner. Parmi leurs nouvelles les plus célèbres, on compte le désormais classique Mimsy Were the Borogoves (qui a servi de base au film The Last Mimzy) et Vintage Season (Une saison de grand cru), qui a servi de base au film Timescape : Le Passager du futur (Timescape). Ils travaillèrent également de concert sur une histoire qui alliait deux des personnages-clés de Catherine L. Moore, Northwest Smith et Jirel de Joiry : Quest of the Starstone (1937). Après la mort de Kuttner en 1958, Catherine L. Moore n'écrivit presque plus de fiction. Elle collabora à quelques shows télévisés sous son nom de femme mariée, mais après son remariage en 1963 avec Thomas Reggie, qui n'était pas écrivain, elle cessa complètement d'écrire.
Catherine Lucille Moore mourut le  4 avril 1987 à son domicile d'Hollywood en Californie, après un long combat contre la maladie d'Alzheimer.

## Hommage et postérité
Lisa Yaszek a intégré une nouvelle de C.L. Moore mettant en scène son personnage  Jirel de Joiry, Le baiser du Dieu noir (1934) dans son anthologie The Future Is Female! 25 Classic Science Fiction Stories by Women, from Pulp Pioneers to Ursula K. Le Guin: A Library of America Special Publication parue en 2018.

## Œuvres

### Romans
- La Dernière Aube (Doomsday Morning, 1957)
- Le Monde obscur (The Dark World, avec Henry Kuttner, 1946)
- La Nuit du jugement (Judgment Night, 1952)
- Vénus et le Titan (Fury, avec Henry Kuttner, 1947)

### Recueils de nouvelles
- L'Aventurier de l'espace (Shambleau and Others Northwest of Tarth), trad. Georges H. Gallet, Hachette, coll. Le Rayon Fantastique, 1957. La nouvelle Shambleau absente du recueil et incluse dans l'anthologie Escales dans l'Infini trad. Georges H. Gallet, Hachette, coll. Le Rayon Fantastique, 1954
- Déjà demain (Ahead of Time 1953) (avec Henry Kuttner), trad. P.J. Izabelle, NRF Gallimard-Hachette, coll. Le Rayon Fantastique no 89, 1961, Présence du futur no 153-154, 1972
- Jirel de Joiry (Jirel of Joiry, 1969)
- Le Livre d'Or de C. L. Moore & H. Kuttner ou Ne vous retournez pas (1979)
- Magies et merveilles (1982)
- Shambleau (1953)

### Nouvelles (sélection)
Par ordre alphabétique
- Androïde (Androide, avec Henry Kuttner, 1951)
- L'Arbre de vie (The Tree of Life, 1936)
- Aucune femme au monde… (No Woman born, 1944)
- Le Baiser du dieu noir (The Black God's Kiss, 1934) Weird Tales
- Le Défi de l'au-delà (Challenge from beyond), nouvelle, 1935
- Camouflage (Camouflage, avec Henry Kuttner, 1945)
- Ce qu'il vous faut (What you need, avec Henry Kuttner, 1945)
- Choc (Schock, avec Henry Kuttner, 1943)
- Cochon tirelire (Piggy Bank, avec Henry Kuttner, 1942)
- Le Code (The Code, 1952)
- Combat de nuit (Clash by Night, avec Henry Kuttner, 1943)
- La Cure (The cure, 1946), avec Henry Kuttner, publiée dans Histoires de voyages dans le temps
- De profundis (The Visitors ou De profundis, avec Henry Kuttner, 1942)
- Le Défi d'outre-espace (The Challenge from beyond, 1935
- Le Dieu gris (The Cold Gray God, 1935)
- En direct avec le futur (Line to tomorrow, avec Henry Kuttner, 1945)
- Gladiateurs de demain (Home is the Hunter, avec Henry Kuttner, 1953)
- Guerre froide (Cold War, avec Henry Kuttner, 1949)
- Hellsgarde (Hellsgarde, 1939)
- L'Héritier présomptif (Heir apparent, 1952)
- L'Heure des enfants (The Children's Hour, 1944)
- L'Illusion lumineuse (The Bright Illusion, 1975)
- Impasse (Deadlock, avec Henry Kuttner, 1942)
- Jirel affronte la magie (Jirel meets Magic, 1976)
- Julhi (Julhi, 1935)
- Le Fruit de la connaissance (Fruit of Knowledge, 1975)
- La Machine à deux mains (Two handed Engine, avec Henry Kuttner, 1955)
- La Nymphe des ténèbres (The Nymph of Darkness, avec Forrest J. Ackerman, 1935)
- L'Œil était dans… (Private Eye, avec Henry Kuttner, 1949)
- L'Ombre du dieu noir (Black God's Shadow, 1934)
- Paradis perdu (Lost Paradise, 1936)
- Le Pays des ténèbres (The Dark Land, 1936)
- Plus puissants que les dieux (Greater than Gods, 1975)
- Point de rupture (When the bough breaks, avec Henry Kuttner, 1944)
- La Porte du temps (Doorway into Time, 1943)
- La Poussière des dieux (Dust of Gods, 1934)
- Projet (Project, avec Henry Kuttner, 1944)
- La Quête de la Pierre-étoile (Quest of the Star Stone, 1937)
- Rendez-vous au fil du temps (Tryst in Time, 1936)
- Le Repos du chasseur (Home is the Hunter, avec Henry Kuttner, 1953)
- Saison de grand cru (Vintage Seasonavec Henry Kuttner, 1946)
- Sans espoir de retour (Home there's no returning, avec Henry Kuttner, 1955)
- Shambleau (Shambleau, 1933)
- Sinon (Or else, avec Henry Kuttner, 1953)
- La Soif noire (Black Thirst, 1934)
- Songe vermeil (Scarlet Dream, 1934)
- Sous le regard de l'aigle (Rite of Passage, avec Henry Kuttner, 1956)
- Le Ténébreux Pays (The Dark Land, 1936)
- Tout smouales étaient les Borogoves (All Mimsy were the Borogoves, avec Henry Kuttner, 1943)
- Le Twonky (The Twonky, avec Henry Kuttner, 1942)
- Un affreux pressentiment (A wild Surmise, avec Henry Kuttner, 1953)
- Un bon placement (Endowment Policy, avec Henry Kuttner, 1943)
- Une ville de rêve (Jesting Pilot, avec Henry Kuttner, 1947)
- Yvala (Yvala, 1936)

## Filmographie
- 2007 : Mimzy, le messager du futur (The Last Mimzy) de Robert Shaye
- 1992 : Timescape : Le Passager du futur (Timescape) de David Twohy
- 1959 : 77 Sunset Strip série télévisée
- 1959 : La Quatrième dimension série télévisée "What You Need"
- 1959 : Sugarfoot série télévisée
- 1952 : Tales of Tomorrow (série télévisée), "The Dark Angel"